# العلاقات الكويتية النمساوية
العلاقات الكويتية النمساوية هي العلاقات الثنائية التي تجمع بين الكويت والنمسا.

## مقارنة بين البلدين
هذه مقارنة عامة ومرجعية للدولتين:
| وجه المقارنة                                              | الكويت        | النمسا                                                    |
| --------------------------------------------------------- | ------------- | --------------------------------------------------------- |
| المساحة (كم2)                                             | 17.82 ألف     | 83.86 ألف                                                 |
| عدد السكان (نسمة)                                         | 4.14 مليون    | 8.81 مليون                                                |
| الكثافة السكانية (ن./كم²)                                 | 232.32        | 105.06                                                    |
| العاصمة                                                   | مدينة الكويت  | فيينا                                                     |
| اللغة الرسمية                                             | اللغة العربية | اللغة الألمانية، لغة الإشارة النمساوية ‏                   |
| العملة                                                    | دينار كويتي   | يورو، شلن نمساوي، رايخ مارك، شلن نمساوي                   |
| الناتج المحلي الإجمالي (بليون دولار)                      | 120.13 مليار  | 416.60 مليار                                              |
| الناتج المحلي الإجمالي (تعادل القوة الشرائية) بليون دولار | 290.53 مليار  | 426.99 مليار                                              |
| الناتج المحلي الإجمالي الاسمي للفرد دولار أمريكي          | 29.30 ألف     | 43.77 ألف                                                 |
| الناتج المحلي الإجمالي للفرد دولار أمريكي                 | 73.25 ألف     | 47.68 ألف                                                 |
| مؤشر التنمية البشرية                                      | 0.816         | 0.885                                                     |
| رمز المكالمات الدولي                                      | +965          | +43                                                       |
| رمز الإنترنت                                              | .kw           | .at                                                       |
| المنطقة الزمنية                                           | ت ع م+03:00   | توقيت وسط أوروبا، ت ع م+01:00، ت ع م+02:00، أوروبا/فيينا ‏ |

## منظمات دولية مشتركة
يشترك البلدان في عضوية مجموعة من المنظمات الدولية، منها:
| علم المنظمة | اسم المنظمة                               | تاريخ انضمام الكويت | تاريخ انضمام النمسا |
| ----------- | ----------------------------------------- | ------------------- | ------------------- |
|             | الاتحاد البريدي العالمي                   | ?                   | ?                   |
|             | يونسكو                                    | 18 نوفمبر 1960      | 13 أغسطس 1948       |
|             | البنك الدولي للإنشاء والتعمير             | 13 سبتمبر 1962      | 27 أغسطس 1948       |
|             | منظمة التجارة العالمية                    | ?                   | ?                   |
|             | وكالة ضمان الاستثمار متعدد الأطراف        | 12 أبريل 1988       | 16 ديسمبر 1997      |
|             | البنك الإفريقي للتنمية                    | ?                   | ?                   |
|             | الاتحاد الدولي للاتصالات                  | 14 أغسطس 1959       | 1866                |
|             | منظمة الشرطة الجنائية الدولية             | ?                   | ?                   |
|             | مؤسسة التمويل الدولية                     | 13 سبتمبر 1962      | 28 سبتمبر 1956      |
|             | الأمم المتحدة                             | 14 مايو 1963        | 14 ديسمبر 1955      |
|             | مؤسسة التنمية الدولية                     | 13 سبتمبر 1962      | 28 يونيو 1961       |
|             | منظمة حظر الأسلحة الكيميائية              | ?                   | ?                   |
|             | المركز الدولي لتسوية المنازعات الاستشارية | 4 مارس 1979         | 24 يونيو 1971       |

## وصلات خارجية
- موقع وزارة الخارجية الكويتية
- موقع وزارة الخارجية النمساوية